# 西村治兵衛

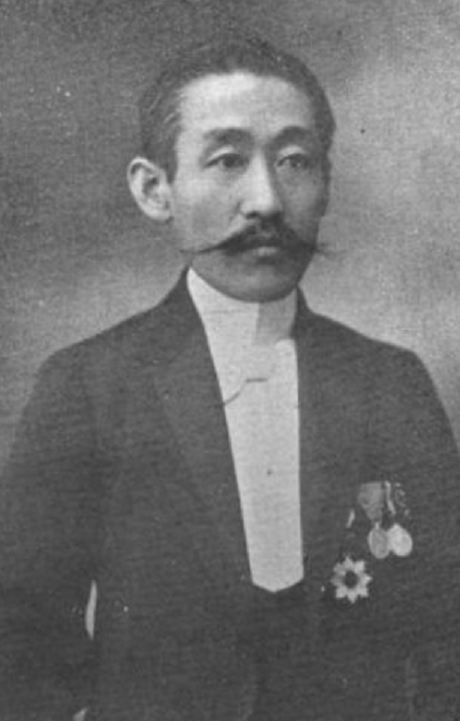
14代西村治兵衞

14代 西村 治兵衞（治兵衞、にしむら じへえ、1861年5月4日（文久元年3月25日）- 1910年（明治43年）12月14日）は、明治期の実業家、政治家。衆議院議員、京都市会議長、千切屋治兵衛家14代当主（貞規）。旧姓・矢田。

## 経歴
丹波国桑田郡、のちの京都府南桑田郡亀岡町（現亀岡市）で、素封家・矢田勘助の二男として生まれる。丹波亀山藩儒・吉田大年、三上忠六らに師事し漢学、仏法典を修めた。1880年（明治13年）京都の呉服商・13代西村治兵衛貞慶の養嗣子となる。1884年（明治17年）養父の死去に伴い家督を継承し14代治兵衛を襲名した。
家業を継承しその発展に尽力。西陣織物商組合組長、京都染呉服商組合長を務めた。京都実業界では、京都商業会議所会員、同理事、京都臨時勧業委員長、京都市常設勧業委員長などに在任し、1901年（明治34年）京都商業会議所会頭に就任した。銀行界では、京都商工銀行取締役、同副頭取、京都商工貯金銀行頭取、京都組合銀行集会所委員長を務めた。鉄道界では、関西鉄道常議員、同取締役、同監査役、京都鉄道取締役に在任。
博覧会関係では、第4回内国勧業博覧会審査員、内国勧業博覧会評議員、同博覧会審査嘱託、第5回同博覧会評議員、同博覧会審査嘱託、日本大博覧会評議員、セントルイス万国博覧会織物審査官を務めた。
政界では、京都市会議員に選出され、同参事会員、同議長、同市教育委員長などを務めた。1908年（明治41年）5月、第10回衆議院議員総選挙（京都府京都市、無所属）で当選したが、議員1期目の在任中、1910年11月に発病し、翌月に死去した。

## 家族
- 妻・るい ‐ 岩佐五郞兵衛の長女
- 長男・西村治兵衛15代（治一郞、1888-) ‐ 呉服商「千治」主人。岳父に岡谷惣助 (9代目)。[10]
- 二男・西村齊次郎 (1890-) ‐ 西村商店代表、サクラクレパス社長。中外不動産、大丸呉服店、日印通商の各役員。子にサクラクレパス社長西村俊一。俊一の娘、孫娘を通じて皇室と縁戚関係となる。[11][12]